# Ridgecrest, Kalifornien
Ridgecrest är en stad (city) i Kern County, i delstaten Kalifornien, USA. Enligt United States Census Bureau har staden en folkmängd på 28 013 invånare (2011) och en landarea på 53,8 km².